# Balatonszárszó
Balatonszárszó is een plaats (nagyközség) en gemeente in het Hongaarse comitaat Somogy. Balatonszárszó telt 2027 inwoners (2001).